# Alexandra Eremia
Alexandra Georgiana Eremia (Bucarest, 19 febbraio 1987) è un'ex ginnasta rumena.
Specializzata nella trave, vince un bronzo ai Giochi olimpici di Atene 2004, insieme a un oro a squadre, e un argento nel 2004 agli europei.